# 贝尔方丹 (芒什省)
贝尔方丹（法語：Bellefontaine，法語發音：[bɛlfɔ̃tɛn] ⓘ）是法国芒什省的一个旧市镇，属于阿夫朗什区。2017年，贝尔方丹和相邻的其它6个市镇合并为新市镇瑞维尼莱瓦莱。

## 地名
“方丹”（Fontaines）意为“泉”。法语地名通名在“枫丹白露”（Fontainebleau）等少数拥有传统译名的地名中译作“枫丹”，不过在《世界地名翻译大辞典》、《世界地名译名词典》和《法国地图册》等主流地名译名类书籍资料中多译作“方丹”。

## 地理
贝尔方丹（48°41'20"N, 0°58'27"W）面积6.73 平方千米，位于法国诺曼底大区芒什省，该省份为法国西北部沿海省份，西、北、东北三面环大西洋，东起顺时针与卡爾瓦多斯省、奧恩省、马耶讷省和伊勒-维莱讷省接壤。
与贝尔方丹接壤的市镇（或旧市镇、城区）包括：谢朗塞勒鲁塞勒、瑞维尼勒泰特尔、勒梅尼勒托沃、罗马尼-丰特奈、圣巴泰勒米。
贝尔方丹的时区为UTC+01:00、UTC+02:00（夏令时）。

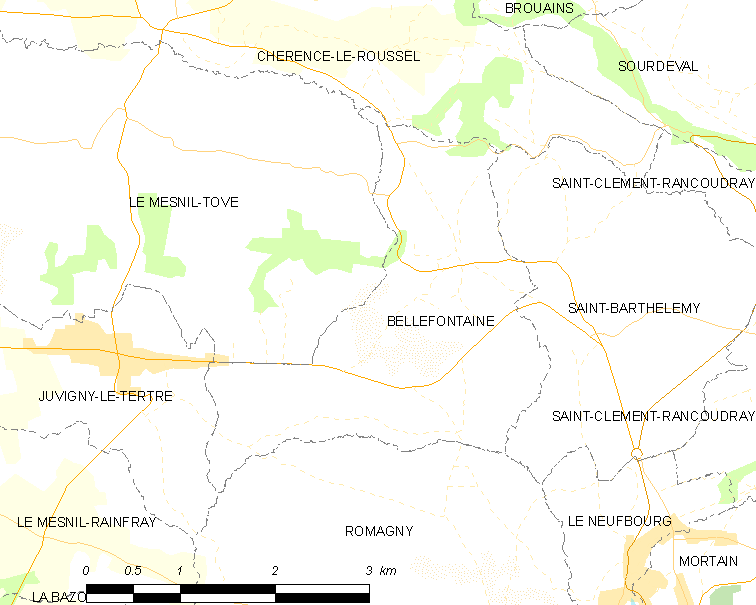
贝尔方丹的OSM定位图

## 行政
贝尔方丹的邮政编码为50520，INSEE市镇编码为50043。

## 政治
贝尔方丹所属的省级选区为伊西尼-勒比阿县。

## 人口

1962-2008年间贝尔方丹人口变化图示

贝尔方丹于2018年1月1日时的人口数量为141人。